# روبرت ابليبي
روبرت ابليبي و اسمه الكامل روبرت ميلسون أبليبي (بالإنجليزية : Robert Milson Appleby) ولد يوم 28 أبريل 1922 في دنتون , و توفي يوم 8 فبراير 2004 في غريمسبي هو عالم حفريات بريطاني. طور تماثلية "Appleby Resha Video Reshaper" الذي تم استخدامه لمقارنة التركيب التشريحي لـ "Ichthyosaurs" المتحجرة بالإضافة إلى مطابقة بصمات الأصابع في التحقيقات الجنائية.